# 삼교

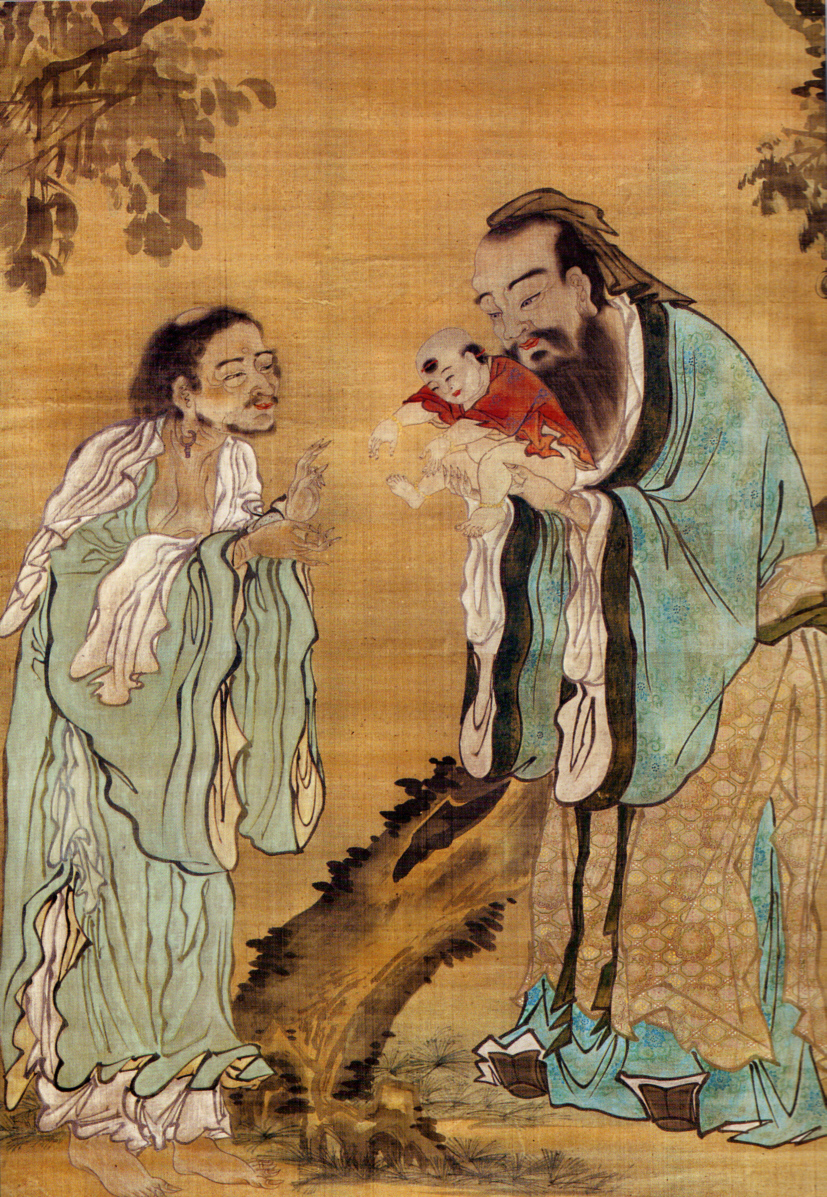
어린 석가모니를 노자에게 건네는 공자 그림

삼교(三敎)는 중국에서 유교, 불교, 도교의 세 종교를 아울러 가리키던 용어로, 유불도(儒佛道) 또는 유불선(儒佛仙)이라고도 한다.
폐불 사건이 벌어졌던 북주(北周) 시기부터 사용된 용어이다. 폐불을 단행한 북주의 무제(武帝)는 이미 그 전부터 삼교의 담론을 몇 차례나 열었고, 유학자 ・ 승려 ・ 도사를 모아
서로의 가르침이 서로에 비해 우월한 가르침임을 주장하는 토의하게 했다.
이러한 삼교담론의 습합은 수(隋), 당(唐) 시기에 이르러서도 그대로 이어져 형식화되었으며, 궁중에서도 이 풍조가 유행했다.
또한 북주의 폐불에 관여했던 위원숭(衛元嵩)은 전7권의『제삼교론』(斉三教論)이라는 저작을 남겼고 이 책은 『구당서』(旧唐書) 「경적지」(経籍志)와 『신당서』(新唐書) 「예문지」(芸文志)의 자부(子部) ・ 도가류(道家類) 서적으로 목록에 올랐다.  다만 이미 산실되고 그 일문조차 남은 것이 없어 해당 저작의 성격은 알 수 없다.
삼교의 용어는 위진남북조 이후 당송(唐宋) 시기를 거쳐 원(元), 명(明), 청(清) 등의 시기까지 이어졌다. 최초에는 그저 유교와 불교, 도교 세 종교를 아울러 가리키는 통칭이었고 서로의 가르침은 완전히 독립된 것이었으나 후대로 내려가면서 삼교는 서로의 가르침에 조금씩 영향을 주고 또 영향을 받으며 융화되는 듯한 모습을 보였다. 이러한 삼교 교유의 최후 단계로써 성립된 삼교합일(三教合一)의 개념은 한반도는 물론 베트남 및 류큐(琉球), 일본에도 전해져 각지의 형태에 맞게 정착했고 상호간 포용과 융합을 거쳐 하나의 정리된 체제를 형성한다.
그러한 체제 아래 도교의 도관에서 으레 유교에서 말하는 '괴력난신' 혹은 불교의 부처나 보살을 모시는가 하면,  불교에서 도교의 신선이나 유교적인 괴이를 불교를 수호하는 호법신(護法神)으로 설명해 절 안에서 모시기도 했다. 중국 4대 도교 명산과 4대 불교명산은 모두 각자 종교의 본산이자 삼교가 합일되는 장소이기도 했다. 고대 중국의 오악(五岳) 역시 삼교합일의 본산이 되었는데, 오악의 하나인 숭산(嵩山)의 경우 소림사(少林寺)、중악묘(中岳庙)、숭양서원(嵩阳书院)이 정립되어 있었고, 소실산(少室山) 안양궁주전(安阳宫主殿) 안에서 공자(孔子)、노자(老子)、석가모니를 함께 모셨다.
한국에서 삼교합일을 언급한 문헌은 신라 시대의 문인 최치원에게서 보인다. 삼국사기에 인용된 최치원의 난랑비서(鸞郞碑序) 일문에서 "우리 나라에는 현묘한 도가 있어서 그 이름을 풍류라 하는데, 가르침을 설하는 연원이 선사에 갖추어져 있으되, 실로 삼교를 아울러 품는다"(國有玄妙之道, 曰風流, 設敎之源, 備詳仙史, 實乃包含三敎)고 하여 신라 시대의 화랑도(풍류도)가 삼교합일의 성격을 지니고 있음을 설명하였다.

## 같이 보기
- 성리학
- 신불습합
- 까오다이교